# Ernst Happel
Ernst Happel est un footballeur autrichien né le 29 novembre 1925 à Vienne et mort le 14 novembre 1992 à Innsbruck, qui évoluait au poste de défenseur au Rapid Vienne et en équipe d'Autriche, pour laquelle il a marqué cinq buts lors de ses cinquante-et-une sélections entre 1947 et 1958. 
Après sa carrière de footballeur, Happel devient entraîneur. Il gagne alors à la fois le titre de champion et la coupe nationale dans quatre pays (Pays-Bas, Belgique, Allemagne et Autriche), remporte la Coupe des champions à deux reprises avec deux clubs différents (la première fois en 1970 à la tête du Feyenoord Rotterdam, la seconde avec le Hambourg SV en 1983) et conduit l'équipe des Pays-Bas à la finale de la Coupe du monde de football de 1978. L'ensemble de ses victoires font qu'il est considéré comme un des meilleurs entraineurs de l'histoire du football.

## Biographie

### Carrière de joueur

#### Carrière en club
Happel commence sa carrière de joueur professionnel au Rapid Vienne, où il fait ses débuts en première division à l'âge de dix-sept ans. Il forma alors avec Max Merkel une défense centrale particulièrement efficace. Il joue au total quatorze saisons pour le Rapid, de 1943 à 1954 et de 1956 à 1959, remportant le championnat d'Autriche à six reprises, la coupe d'Autriche en 1946 et la coupe Mitropa en 1951. Il a été élu par les lecteurs de Rapid-Magazin parmi l'équipe du siècle du Rapid Vienne et par les lecteurs de Kronen-Zeitung parmi l'équipe du siècle d'Autriche en 1999.
Entre ses deux périodes au Rapid de Vienne, il joue également deux ans, en France, au RC Paris.

#### Carrière en équipe nationale
Ernst Happel fait ses débuts pour l'équipe d'Autriche en septembre 1947 dans un match qui l'oppose à la Hongrie. Il participe ensuite à la Coupe du monde de football de 1954 en Suisse où il aide son pays à obtenir la troisième place du tournoi puis à l'édition suivante quatre ans plus tard en Suède. Son dernier match sous les couleurs autrichiennes se déroule le 14 septembre 1958 contre la Yougoslavie où malgré son ouverture du score à la 7e minute, les Rot-Weiss-Roten s'inclinent à domicile trois buts à quatre. 

#### Parcours
- 1942-1954 : Rapid Vienne
- 1955-1956 : RC Paris
- 1956-1959 : Rapid Vienne

#### Palmarès

##### En équipe nationale
- Demi-finaliste (3e) de la Coupe du monde de football de 1954.

##### Avec le Rapid Vienne
- Vainqueur de la Coupe Mitropa en 1951.
- Vainqueur du Championnat d'Autriche de football en 1946, 1948, 1951, 1952, 1954 et 1957.
- Vainqueur de la Coupe d'Autriche de football en 1946.

### Carrière d'entraîneur

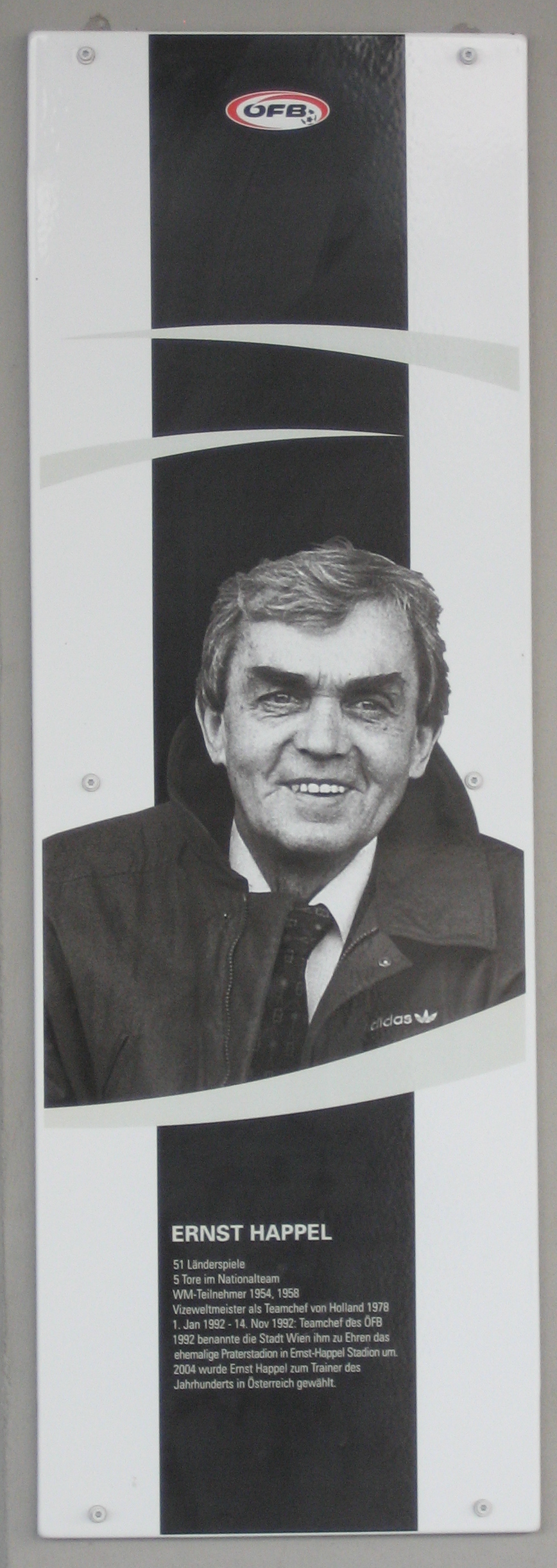
Plaque commémorative à Vienne.

Sa carrière d'entraîneur commence au ADO La Haye. Il y reste sept ans avant de rejoindre le Feyenoord Rotterdam où il va collectionner les succès. 
En 1973, après avoir remporté un titre national, une coupe des clubs champions et une Coupe intercontinentale avec le club néerlandais, il rejoint le FC Séville. Cependant, l'expérience espagnole tourne court : les résultats ne suivent pas et Happel est licencié. 
Le 24 janvier 1974, il signe au FC Bruges avec lequel il obtient des résultats impressionnants : trois titres nationaux successifs, une Coupe de Belgique et deux finales européennes (C2 en 1976 et C1 en 1978, toutes deux perdues contre Liverpool). 
Mais les tensions entre le conseil d'administration brugeois et l'entraîneur à succès (qui venait en parallèle  de mener la sélection néerlandaise en finale de la coupe du monde 78...) sont de plus en plus nombreuses. Dès lors, il est licencié la saison suivante après une élimination précoce en coupe d'Europe et un mauvais départ en championnat. À la surprise générale, il signe au KRC Harelbeke, en deuxième division. 
Quelques mois plus tard, il rejoint le Standard de Liège avec lequel il gagne la coupe nationale en 1981. Il quitte alors la Belgique et part en Allemagne, au Hambourg SV, où il remporte de nouveaux trophées : la Bundesliga à deux reprises, une coupe d'Allemagne et surtout une Coupe des champions. Personne avant lui n'était parvenu à enlever deux C1 à la tête de deux clubs différents. En 1982, il était également devenu le premier entraîneur à avoir remporté le championnat national dans quatre pays différents. Après six saisons à Hambourg, à 60 ans, il a le mal du pays et retourne brusquement en Autriche pour diriger le FC Swarovski Tirol puis la sélection nationale.
Il meurt le 14 novembre 1992 après une longue lutte contre un cancer. En son hommage, le Praterstadion (stade national autrichien) prend son nom et devient l'Ernst Happel Stadion. En 2004, la poste autrichienne émet même un timbre à l'effigie du plus grand entraîneur que le pays ait jamais vu naître.

#### Parcours
- 1962-1969 : ADO La Haye
- 1969-1973 : Feyenoord Rotterdam
- 1973-1975 : FC Séville
- 1975-1978 : Club Bruges KV
- 1978 :  Pays-Bas
- 1979 : KRC Harelbeke
- 1979-1981 : Standard de Liège
- 1981-1987 : Hambourg SV
- 1987-1992 : FC Swarovski Tirol
- 1992 :  Autriche

#### Palmarès

##### Avec le Rapid de Vienne
- Vainqueur du Championnat d'Autriche de football en 1960.
- Vainqueur de la Coupe d'Autriche de football en 1961.

##### Avec le Feyenoord Rotterdam
- Vainqueur de la Coupe intercontinentale en 1970.
- Vainqueur de la Coupe d'Europe des clubs champions en 1970.
- Vainqueur du Championnat des Pays-Bas de football en 1971.

##### Avec le FC Bruges
- Vainqueur du Championnat de Belgique de football en 1976, 1977 et 1978.
- Vainqueur de la Coupe de Belgique de football en 1977.
- Finaliste de la Coupe d'Europe des champions en 1978.
- Finaliste de la Coupe UEFA en 1976.

##### Avec le Standard de Liège
- Vainqueur de la Coupe de Belgique de football en 1981.

##### Avec le Hambourg SV
- Vainqueur de la Coupe d'Europe des clubs champions en 1983.
- Vainqueur du Championnat d'Allemagne de football en 1982 et 1983.
- Vainqueur de la Coupe d'Allemagne de football en 1987.

##### Avec le Swarovski Tirol
- Vainqueur du Championnat d'Autriche de football en 1989 et 1990.
- Vainqueur de la Coupe d'Autriche de football en 1989.

##### Avec les Pays-Bas
- Finaliste de la Coupe du monde de football en 1978.

#### Distinctions personnelles
- 9e meilleur entraîneur de tous les temps par World Soccer: 2013[6],[7].
- 9e meilleur entraîneur de tous les temps par France Football: 2019[8],[9],[10].
- 14e meilleur entraîneur de tous les temps par ESPN: 2013[11].